# Jean Tamini
Jean Tamini (ur. 9 grudnia 1919, zm. 13 marca 1993) – szwajcarski piłkarz występujący na pozycji obrońcy. Uczestnik Mistrzostw Świata 1950.